# ДрукАрмія
ДрукАрмія — український волонтерський рух, що об'єднує ентузіастів 3D-друку для виробництва необхідних деталей та обладнання для Збройних сил України. Завдяки використанню технологій тривимірного друку, волонтери виготовляють різноманітні вироби, які сприяють підвищенню обороноздатності країни в умовах російської військової агресії.

## Історія виникнення
Рух ДрукАрмія виник після початку повномасштабного вторгнення Росії в Україну у лютому 2022 року. Зіткнувшись з гострою потребою у швидкому та доступному виготовленні специфічних деталей для військових цілей, група інженерів та ентузіастів 3D-друку вирішила об'єднати свої зусилля. Перші учасники почали виробляти найпростіші деталі, такі як кріплення та корпуси для електроніки, та передавати їх військовим підрозділам.
Завдяки соціальним мережам та медіа, інформація про ініціативу швидко поширилася, і до неї приєдналося багато волонтерів з різних регіонів України та з-за кордону. Рух став децентралізованою мережею майстрів та інженерів, які працюють над спільною метою.

## Принципи участі та мотивація волонтерів
Одним із засадничих принципів ДрукАрмії є безкорислива допомога Збройним силам України. Ініціатива не ставить за мету отримання прибутку з війни — жодного комерційного елементу не передбачено. Усі друковані вироби виготовляються та передаються військовим безкоштовно, за рахунок зусиль волонтерів, донорів і друкарів, які самостійно покривають витрати на пластик, амортизацію обладнання та логістику.
Разом із тим, частина високотехнологічних виробів — зокрема тих, що містять електронні компоненти, мікросхеми або дорогі матеріали — потребує закупівель, які не завжди можуть бути повністю покриті за рахунок пожертв. У таких випадках вироби можуть бути доступні військовим за собівартістю, без жодної комерційної націнки, виключно за ціною скдадових.
З початком повномасштабного вторгнення в Україні з’явилася велика кількість бізнесів, що пропонують платні послуги для військових. Хоча це може вважатися логічним з економічної точки зору, для багатьох українців комерціалізація війни є неприйнятною. Саме це й стає поштовхом для приєднання до ДрукАрмії.
Волонтери обирають цю ініціативу тому, що їхній внесок — у вигляді часу, зусиль або коштів — перетворюється на реальну дію, підсилюється технологічною платформою та професійною інженерною підтримкою. Це дає змогу кожному учаснику зробити відчутний внесок у спільну справу перемоги реально впливаючи на ситуацію на фронті. 

## Освітня підтримка та залучення новачків
Платформа «ДрукАрмія» надає всебічну підтримку новачкам у сфері 3D-друку. На сайті розміщено навчальні матеріали, інструкції, поради щодо придбання обладнання та отримання пластику за спеціальними умовами — завдяки домовленостям з виробниками. Це дає змогу долучатися навіть тим, хто ніколи раніше не працював із 3D-принтерами. До спільноти успішно приєднуються люди різного віку — від підлітків до пенсіонерів.

## Мета та завдання
Основною метою ДрукАрмії є підтримка обороноздатності України шляхом швидкого та ефективного виготовлення необхідних деталей та обладнання за допомогою 3D-друку. До завдань руху належать:

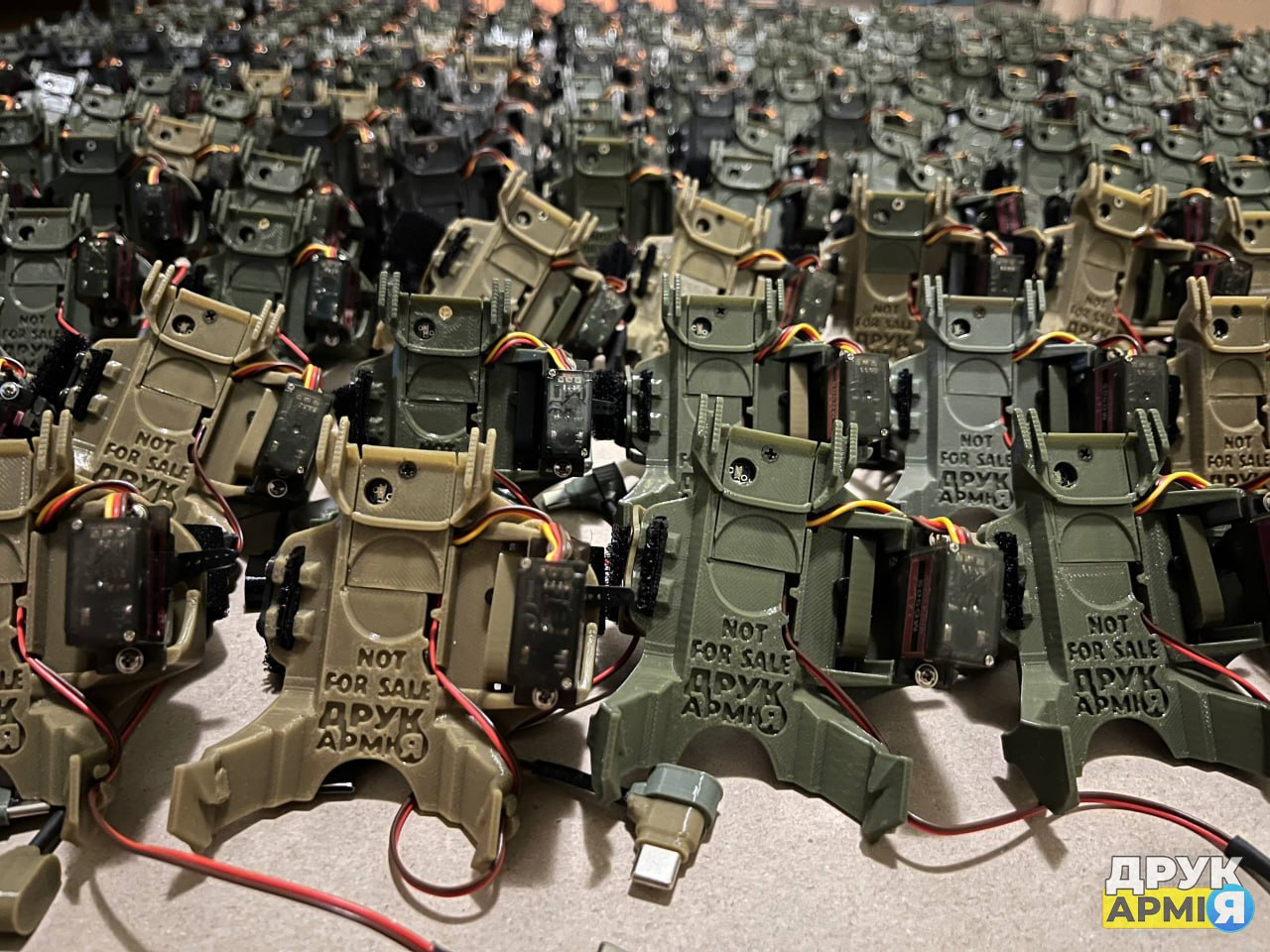
Системи скиду для дронів

- Виробництво якісних деталей для військових потреб, таких як компоненти для безпілотних літальних апаратів, запчастини до техніки, засоби маскування тощо.
- Виробництво складних виробів по собівартості: завдяки волонтерам ДрукАрмії, що не мають на меті заробити на військових, такі вироби як системи скиду для дронів, детектор ворожих дронів "Цукорок", детектор дронів "Tiny sa", відновлювачі батарей для дронів DJI Mavic та інші, доступні військовим за ціною складових частин, які необхідні для їх виробництва. [4]
- Розвиток підготовки військових: завдяки виготовленню макетів гранат, різноманітних мін та снарядів ДрукАрмія робить суттєвий внесок у навчання та підготовку військовослужбовців. [5] [6] Також волонтери виробляють тренувальні макети для парамедиків, що в результаті підвищує кількість врятованих життів. [7] [8]
- Розробка та оптимізація 3D-моделей, адаптованих до умов експлуатації на фронті.
- Координація роботи волонтерів, обмін досвідом та технологічними напрацюваннями.
- Залучення нових учасників та поширення знань про можливості 3D-друку в оборонній сфері.[9]

## Застосування адитивних і традиційних методів
Основною технологією виготовлення виробів у межах ініціативи ДрукАрмія є FDM-друк (fused deposition modeling) — найбільш поширений і доступний спосіб 3D-друку, який дає змогу оперативно виготовляти вироби з пластику на базі цифрових моделей. Для дрібних або точних компонентів також застосовується SLA-друк, що забезпечує високу деталізацію.
Однак у випадках, коли певні вироби необхідні у великих кількостях (десятки або сотні тисяч одиниць), і їх геометрія дозволяє виготовлення з використанням прес-форм, частина таких компонентів переводиться на виробництво за технологією лиття під тиском. Це дає змогу вивільнити ресурси 3D-принтерів для виготовлення нестандартних, складних або індивідуалізованих виробів, які не можуть бути виготовлені іншими методами.
Цей підхід забезпечує оптимальне використання часу, ресурсів волонтерів і технічного обладнання. Термопластавтомати використовуються для виробництва компонентів, що мають просту форму, невибагливі до допусків і масово затребувані. Серед таких виробів: хвостовики та носові частини для ВОГ, захисні ковпачки на ствол АК, адаптери для саперного обладнання тощо.
Термопласт-автомати не є універсальним рішенням через високу вартість виготовлення прес-форм. Тому ДрукАрмія застосовує цей метод лише там, де це доцільно з погляду обсягів, вартості та складності виробів.

## Принципи роботи
Робота ДрукАрмії базується на наступних принципах:
- Волонтерство та солідарність: Усі учасники працюють на добровільних засадах, без фінансової вигоди, керуючись патріотичними мотивами.
- Децентралізація та гнучкість: Виробництво здійснюється на базі приватних 3D-принтерів, що дозволяє швидко реагувати на потреби та уникати централізованих ризиків.
- Інновації та адаптивність: Постійне вдосконалення технологій друку, використання нових матеріалів та методик.
- Прозорість та безпека: Відкритість у спілкуванні між учасниками при дотриманні заходів безпеки та конфіденційності.[10]

## Вироби та напрямки діяльності
Серед основних виробів, які виготовляє ДрукАрмія:
- Вироби для дронів: системи скиду та кронштейни до них, кріплення для АКБ, антен та камер, демпфери, захист елементів дрона, стартові платформи, аксесуари для пультів, кріплення окулярів на шолом.
- Запчастини до техніки: елементи механізмів, захисні кожухи, ручки, корпуси систем вентиляції.
- Саперна справа: тренувальні макети, запобіжники, системи розмінування, засоби зберігання та транспортування саперних інструментів.
- Засоби зв'язку: ретранслятори, пристрої та аксесуари для рацій та системи Starlink.
- Медичні засоби: елементи для медичного обладнання, що використовуються на передовій, тренувальні макети.
- Хибні цілі: макети зброї та інших виробів, що змушують ворога марнувати снаряди та дрони.

## Індивідуальні рішення з фронту в реальному часі
Одна з ключових інновацій, яку впровадила ДрукАрмія, — це можливість оперативного індивідуального виробництва виробів за запитом військових безпосередньо з лінії фронту. Завдяки поєднанню Starlink, сайту ДрукАрмії та мережі інженерів і 3D-моделерів, український боєць може в декілька кліків надіслати технічне завдання — креслення, ескіз або навіть просто фото з розмірами.
Цей запит одразу обробляється, і вже за добу може бути надрукований, протестований і відправлений на позиції службою доставки. Таким чином вирішуються нетипові бойові завдання: модифікація кріплень, адаптація прицілів, нестандартне озброєння дронів тощо. Ба більше, створене індивідуальне рішення зберігається в каталозі виробів і доступне для замовлення іншими військовими. Це унікальна практика, яка не має аналогів у військовій історії.

## Автоматизація та якість виробництва
ДрукАрмія вирізняється високим рівнем автоматизації процесів — від постановки технічного завдання до передачі готового виробу. Це забезпечує мінімальний рівень браку, чітке розподілення завдань між волонтерами, швидку реакцію на запити та прозору логістику. Система побудована таким чином, що кожен виріб супроводжується технічною документацією, рекомендаціями з друку й інструкціями щодо застосування.

## Перевага централізованої співпраці
Однією з головних переваг участі в ДрукАрмії є акумуляція зворотного зв’язку від військових. Завдяки великій кількості користувачів та централізованій обробці фідбеку, вироби регулярно оновлюються, вдосконалюються і викладаються в актуальних версіях. Це дозволяє уникнути типових помилок, виявити слабкі місця і забезпечити стабільну якість.
Крім того, кожен волонтер у ДрукАрмії працює під супроводом куратора — досвідченої особи, що знає технічні нюанси виробів, їхнє призначення та специфіку використання на фронті. На відміну від самостійного друку за випадковими моделями з інтернету, робота в складі ДрукАрмії гарантує, що виріб пройшов перевірку, відповідає бойовим потребам і не наражає на ризик користувача або підрозділ.

## Закордонні хаби

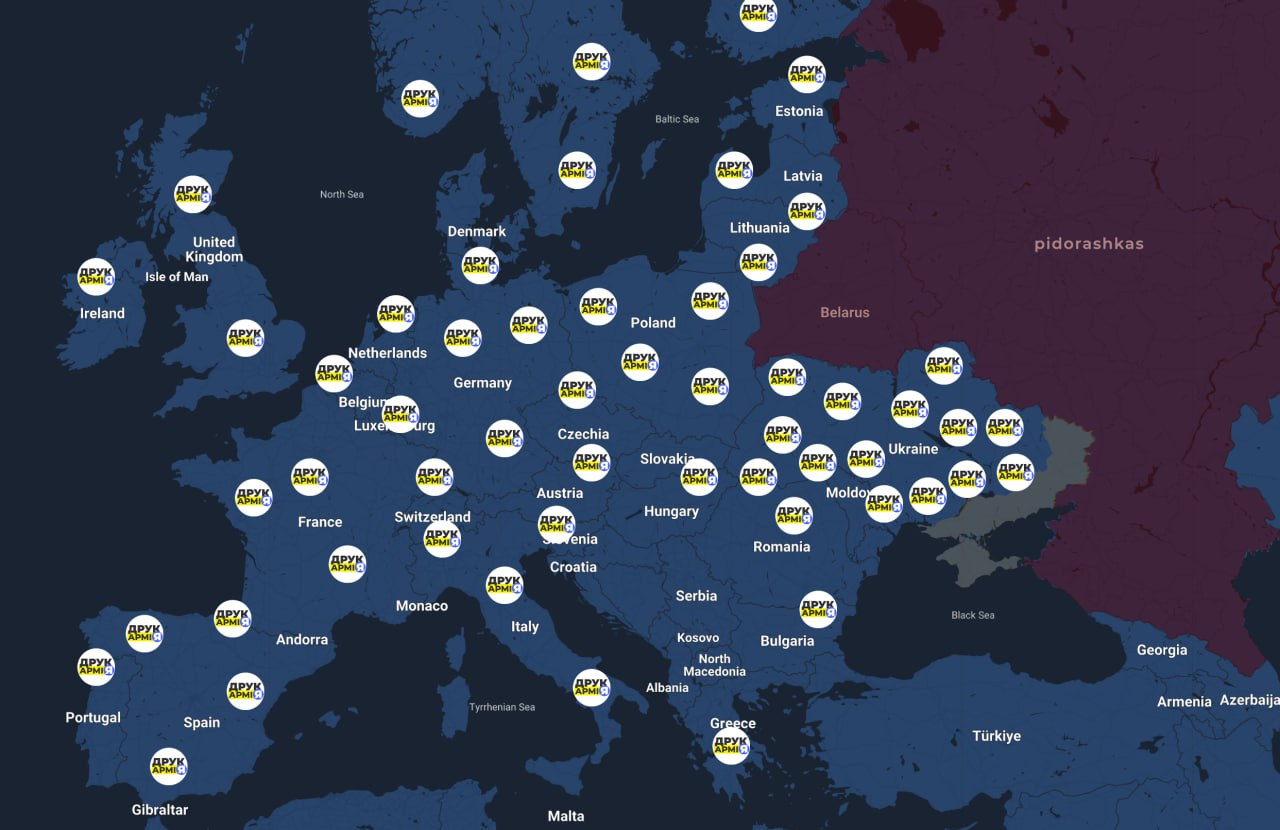
карта волонтерів Друкармії

ДрукАрмія активно розвиває волонтерський рух 3D-друку для Збройних сил України не лише всередині країни, але й за її межами. До цієї ініціативи активно долучаються як корінні жителі іноземних країн, так і представники української діаспори, зокрема ті, хто емігрував давно, а також українські біженці, які були змушені виїхати через військову агресію. Волонтери за кордоном самостійно друкують необхідні вироби, формуючи локальні хаби. Ці хаби акумулюють надруковані вироби та забезпечують їхню оптимальну логістику до України, допомагаючи ефективно посилювати українську обороноздатність.
На сьогодні такі хаби функціонують у таких країнах:
Люксембург, Норвегія, Велика Британія, Нідерланди, Бельгія, Німеччина, Португалія, Греція, Литва, Болгарія, Іспанія, Італія, Румунія, Швеція, Франція, Данія, Швейцарія, Польща.

## Хаб Героїв
«Хаб Героїв» — спеціальна програма ДрукАрмії, створена для підтримки ветеранів, які отримали поранення та більше не можуть брати безпосередню участь у бойових діях. У межах програми ветеранам надаються 3D-принтери, матеріали та навчання, що дає змогу їм долучитися до спільної боротьби у новому форматі — через виготовлення необхідних виробів для фронту у себе вдома.
Цей підхід дозволяє зберегти бойовий дух, залучити досвідчених захисників до волонтерської діяльності та посилити виробничі потужності «ДрукАрмії» через розширення мережі локальних точок друку.

## Досягнення та вплив
За час свого існування «ДрукАрмія» досягла значних результатів:
- Виготовлено понад 500 тонн, це 21 000 000+ виробів для потреб військових.[13]
- Розширення мережі до понад 3000 волонтерів як в Україні, так і за кордоном.
- Створення централізованої бази 3D-моделей, доступних для військових.
- Зниження витрат та часу на виробництво критично важливих деталей у порівнянні з традиційними методами.
- Протидія спекуляціям на ринку 3D-друкованих виробів для військових.[14]

## Премії та нагороди
В березні 2025 ДрукАрмію визнано однією з найпотужніших ініціатив від ІТ-спеціалістів, що наближають перемогу, отримавши відповідну нагороду від найбільшої спільноти українських айтівців DOU.